# Шипотько, Денис Евгеньевич
Денис Евгеньевич Шипотько (род. 28 февраля 1985 года, Ангарск, Россия) — российский волейболист, доигровщик, мастер спорта международного класса.

## Карьера
Денис Шипотько является выпускником ангарской спортивной школы «Ермак», тренер Лилия Степановна Манкевич 
Выпускник факультета Кибернетики Ангарской государственной технической академии 
В составе Газпром-Югра (Сургут) двукратный победитель Кубка Сибири и Дальнего Востока (2004 г., 2008г.) 
4-е место в чемпионате России – 2014/15 
Финалист Кубка Вызова 2015/16 Факел (Новый Уренгой) 
Победитель XII Международного турнира «Мемориал Вячеслава Платонова» 2017 Зенит (Спб) 
Серебряный призер чемпионата России 2017/18 Зенит (Санкт-Петербург) 
В составе молодежной сборной России победитель Всемирной Универсиады в Казани 2013 